# 侯康安
（中文名；1968年5月2日—）是一位共和黨籍的美国政治人物，曾任印第安纳州州长。原任州長迈克·彭斯代表共和黨參選副總統之後，時任副州長的侯康安代理州長，2017年代表共和黨參選州長並成功當選。

## 外部連結
- 维基共享资源上的相關多媒體資源：侯康安
- . IN.gov.   [2016-11-09]. （原始内容存档于2020-10-17）.
- Governor of Indiana （页面存档备份，存于） official government site
- 中的“侯康安”
- 智慧投票计划中的傳記、投票紀錄及利益集團評級
- C-SPAN內的頁面（英文）